# Heliotropium axillare
Heliotropium axillare är en strävbladig växtart som beskrevs av Jesse More Greenman. Heliotropium axillare ingår i Heliotropsläktet som ingår i familjen strävbladiga växter. Inga underarter finns listade i Catalogue of Life.